# 笠腹希蛛
笠腹希蛛（学名：Achaearanea galeiforma）为球蛛科希蛛属的动物。在中国大陆，分布于湖北、云南等地。该物种的模式产地在云南昆明。